# IJzeren maagd
Een ijzeren maagd is een (waarschijnlijk fictief) martelwerktuig. Simpel gezegd is het een ijzeren kast, meestal in de vorm van een mens, waar zich binnenin pinnen bevinden.
De veroordeelde zou in de "kast" worden geduwd en door de ijzeren pinnen zijn gespietst als de deur werd gesloten. De veroordeelde kon dan alleen maar hopen dat hij op slag dood was. Als dat niet het geval was, bloedde hij dood of kwam om van honger en dorst.
Hoogstwaarschijnlijk zijn deze toestellen nooit gebruikt en bestonden ze slechts in de verbeelding van schrijvers. Er bestaat geen enkele historische referentie naar. De modellen die ervan bestaan dateren uit de negentiende eeuw. Volgens Remy de Gourmont dienden ze om de haat tegen het ancien régime te onderhouden.
Het is een gezocht verzamelobject voor antiquairs. In Rothenburg ob der Tauber is nog een exemplaar te zien, vóór 1890 gebouwd als tentoonstellingsobject. Men vermoedt dat de oorspronkelijke ijzeren maagd eigenlijk een schandmantel was waarin mensen te kijk werden gesteld, zonder de ijzeren punten.

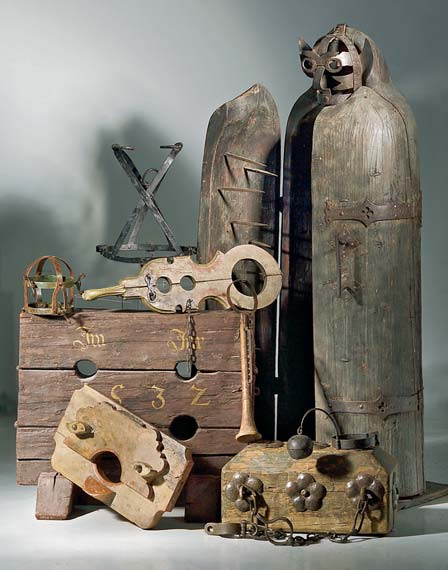
Verschillende martelwerktuigen, met rechts een ijzeren maagd
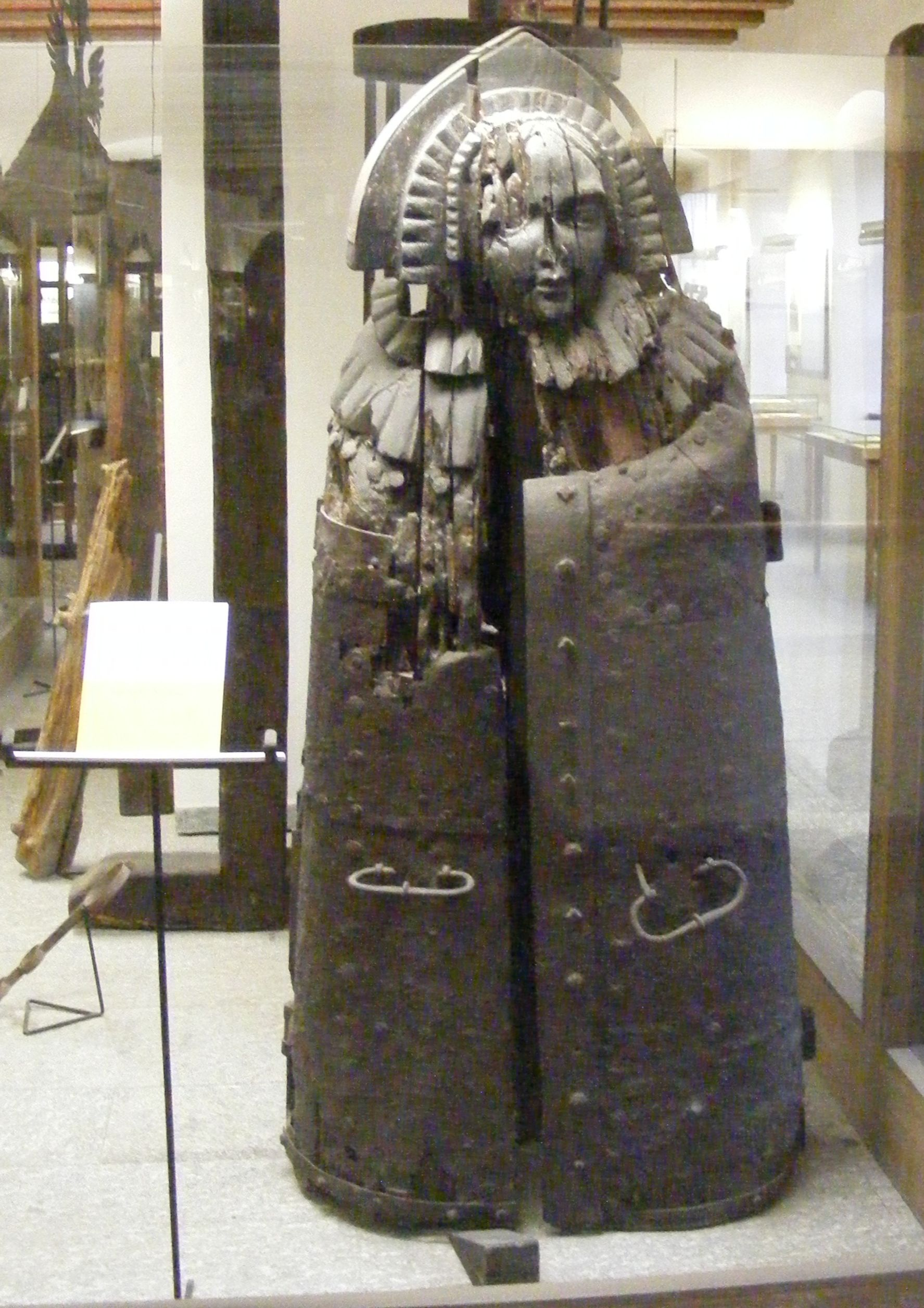
De ijzeren maagd van Neurenberg werd pas later van pinnen voorzien

## Trivia
- De band Iron Maiden is naar dit marteltuig genoemd.